# 톰 판 흐리컨

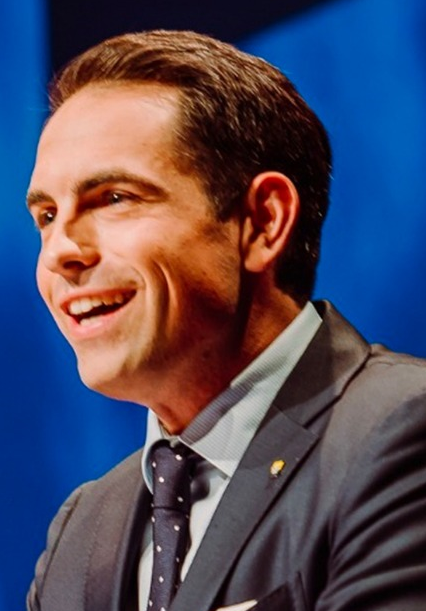

톰 요제프 이레너 판 흐리컨(네덜란드어: Tom Jozef Irène Van Grieken, 1986년 10월 7일 ~ )은 벨기에의 정치인으로, 플랑드르 민족주의, 보수주의, 분리주의 정당인 플람스의 이익(네덜란드어: Vlaams Belang)의 당수로 2014년부터 플랑드르 의회 의원이 되었다.